# Brzeźno (powiat tczewski)
Brzeźno (kaszb. Brzézno) – osada kociewska w Polsce położona w województwie pomorskim, w powiecie tczewskim, w gminie Morzeszczyn. Miejscowość wchodzi w skład sołectwa Nowa Cerkiew.
W latach 1975–1998 miejscowość należała administracyjnie do województwa gdańskiego.